# 1990-es labdarúgó-világbajnokság-selejtező (UEFA – 4. csoport)
Az 1990-es labdarúgó-világbajnokság európai 4. selejtezőcsoportjának mérkőzéseit, és a csoport végeredményét tartalmazó lapja. A csoportban körmérkőzéses, oda-visszavágós rendszerben játszottak egymással a labdarúgó-válogatottak. A selejtezőket 1988. augusztus 31. és 1989. november 15. között rendezték. Az első két helyezett automatikus résztvevője lett az 1990-es labdarúgó-világbajnokságnak.
A csoportban Finnország, Hollandia, az NSZK és Wales szerepelt.
Hollandia végzett az első helyen és kijutott az 1990-es világbajnokságra, a második helyet pedig az NSZK szerezte meg és szintén kijutott a világbajnokságra.

## Tabella
| Hely. | Csapat     | M | Gy | D | V | G+ | G– | Gk  | P  | Továbbjutás                          |     | Hollandia | Nyugat-Németország | Finnország | Wales |
| ----- | ---------- | - | -- | - | - | -- | -- | --- | -- | ------------------------------------ | --- | --------- | ------------------ | ---------- | ----- |
| 1.    | Hollandia  | 6 | 4  | 2 | 0 | 8  | 2  | +6  | 10 | Kijutott az 1990-es világbajnokságra |     | —         | 1–1                | 3–0        | 1–0   |
| 2.    | NSZK       | 6 | 3  | 3 | 0 | 13 | 3  | +10 | 9  | Kijutott az 1990-es világbajnokságra |     | 0–0       | —                  | 6–1        | 2–1   |
| 3.    | Finnország | 6 | 1  | 1 | 4 | 4  | 16 | −12 | 3  |                                      |     | 0–1       | 0–4                | —          | 1–0   |
| 4.    | Wales      | 6 | 0  | 2 | 4 | 4  | 8  | −4  | 2  |                                      | 1–2 | 0–0       | 2–2                | —          |       |

## Mérkőzések
| 1988. augusztus 31. |

| Finnország | 0–4         | NSZK                                  |
| ---------- | ----------- | ------------------------------------- |
|            | Jegyzőkönyv | Völler 7' 15' Matthäus 52' Riedle 87' |

| Olimpiai Stadion, Helsinki Nézőszám: 31,693 Játékvezető: Vadzim Zsuk (szovjet) |

| 1988. szeptember 14. |

| Hollandia  | 1–0         | Wales |
| ---------- | ----------- | ----- |
| Gullit 82' | Jegyzőkönyv |       |

| Olimpiai Stadion, Amszterdam Nézőszám: 55,000 Játékvezető: Jan Damgaard (dán) |

| 1988. október 19. |

| Wales                                        | 2–2         | Finnország                 |
| -------------------------------------------- | ----------- | -------------------------- |
| Saunders 16' (11-esből) Lahtinen 40' (öngól) | Jegyzőkönyv | Ukkonen 9' Paatelainen 44' |

| Vetch Field, Swansea Nézőszám: 9,603 Játékvezető: Guðmundur Haraldsson (izlandi) |

| 1988. október 19. |

| NSZK | 0–0         | Hollandia |
| ---- | ----------- | --------- |
|      | Jegyzőkönyv |           |

| Olimpiai Stadion, München Nézőszám: 73,000 Játékvezető: Pietro D’Elia (olasz) |

| 1989. április 26. |

| Hollandia      | 1–1         | NSZK       |
| -------------- | ----------- | ---------- |
| Van Basten 87' | Jegyzőkönyv | Riedle 68' |

| De Kuip, Rotterdam Nézőszám: 50,500 Játékvezető: Erik Fredriksson (svéd) |

| 1989. május 31. |

| Wales | 0–0         | NSZK |
| ----- | ----------- | ---- |
|       | Jegyzőkönyv |      |

| Cardiff Arms Park, Cardiff Nézőszám: 30,000 Játékvezető: Carlos Silva Valente (portugál) |

| 1989. május 31. |

| Finnország | 0–1         | Hollandia |
| ---------- | ----------- | --------- |
|            | Jegyzőkönyv | Kieft 87' |

| Olimpiai Stadion, Helsinki Nézőszám: 46,217 Játékvezető: Piotr Werner (lengyel) |

| 1989. szeptember 6. |

| Finnország   | 1–0         | Wales |
| ------------ | ----------- | ----- |
| Lipponen 50' | Jegyzőkönyv |       |

| Olimpiai Stadion, Helsinki Nézőszám: 7,480 Játékvezető: Siegfried Kirschen (keletnémet) |

| 1989. október 4. |

| NSZK                                                                           | 6–1         | Finnország   |
| ------------------------------------------------------------------------------ | ----------- | ------------ |
| Möller 12' 80' Littbarski 47' Klinsmann 53' Völler 62' Matthäus 84' (11-esből) | Jegyzőkönyv | Lipponen 72' |

| Westfalenstadion, Dortmund Nézőszám: 40,000 Játékvezető: Alan Snoddy (északír) |

| 1989. október 11. |

| Wales     | 1–2         | Hollandia             |
| --------- | ----------- | --------------------- |
| Bowen 89' | Jegyzőkönyv | Rutjes 13' Bosman 79' |

| Racecourse Ground, Wrexham Nézőszám: 9,025 Játékvezető: Helmut Kohl (osztrák) |

| 1989. november 15. |

| Hollandia                                         | 3–0         | Finnország |
| ------------------------------------------------- | ----------- | ---------- |
| Bosman 57' E. Koeman 62' R. Koeman 69' (11-esből) | Jegyzőkönyv |            |

| De Kuip, Rotterdam Nézőszám: 49,500 Játékvezető: Egil Nervik (norvég) |

| 1989. november 15. |

| NSZK                  | 2–1         | Wales     |
| --------------------- | ----------- | --------- |
| Völler 25' Häßler 48' | Jegyzőkönyv | Allen 11' |

| Müngersdorfer stadion, Köln Nézőszám: 60,300 Játékvezető: Michel Vautrot (francia) |

## Góllövőlista
| 4 gólos - Rudi Völler 2 gólos - Mika Lipponen - John Bosman - Lothar Matthäus - Andreas Möller - Karl-Heinz Riedle | 1 gólos - Mika-Matti Paatelainen - Kari Ukkonen - Ruud Gullit - Wim Kieft - Erwin Koeman - Ronald Koeman - Graeme Rutjes - Marco van Basten - Malcolm Allen - Mark Bowen - Dean Saunders - Thomas Häßler - Jürgen Klinsmann - Pierre Littbarski |